# 丹陽町九日市場
丹陽町九日市場（たんようちょうここのかいちば）は、愛知県一宮市の地名。

## 地理

### 河川・池沼
- 青木川

### 交通
- 国道22号
- 名古屋高速16号一宮線
- 一宮インターチェンジ
- 愛知県道155号井之口江南線

### 施設
- 一宮市立丹陽南小学校
- 白山社

## 歴史

### 沿革
- 1889年（明治22年） - 市制町村制下の丹羽郡九日市場村となる[1]。
- 1906年（明治39年） - 丹陽村大字九日市場となる[1]。
- 1955年（昭和30年）1月1日 - 一宮市丹陽町九日市場となる[1]。
- 1976年（昭和51年） - 一宮市丹陽町九日市場の一部が稲沢市に編入され、稲沢市丹陽町九日市場が成立[1]。
- 1978年（昭和53年） - 稲沢市丹陽町九日市場の一部が同市下津住吉町・下津光明寺町・下津ふじ塚町にそれぞれ編入される[1]。
- 1981年（昭和56年） - 稲沢市丹陽町九日市場の残部の全域が同市下津矢口町に編入され消滅[1]。

### 人口の変遷
国勢調査による人口および世帯数の推移。
| 1995年（平成7年）  | 479世帯 1685人 |  |
| 2000年（平成12年） | 497世帯 1619人 |  |
| 2005年（平成17年） | 541世帯 1594人 |  |
| 2010年（平成22年） | 596世帯 1753人 |  |
| 2015年（平成27年） | 596世帯 1698人 |  |
| 2020年（令和2年）  | 650世帯 1699人 |  |

### WEB
1. ↑  “愛知県一宮市の町丁・字一覧”.   人口統計ラボ. 2024年4月20日閲覧。
2. 1 2  総務省統計局 (2022年2月10日). “令和2年国勢調査の調査結果(e-Stat) - 男女別人口，外国人人口及び世帯数－町丁・字等” (CSV). 2023年8月2日閲覧。
3. ↑  “読み仮名データの促音・拗音を小書きで表記するもの(zip形式) 愛知県” (zip).   日本郵便 (2024年2月29日). 2024年3月26日閲覧。
4. ↑  “市外局番の一覧” (PDF).   総務省 (2022年3月1日). 2022年3月22日閲覧。
5. ↑  “ナンバープレートについて”.   一般社団法人愛知県自動車会議所. 2024年1月21日閲覧。
6. ↑  総務省統計局 (2014年3月28日). “平成7年国勢調査の調査結果(e-Stat) - 男女別人口及び世帯数 －町丁・字等” (CSV). 2021年7月20日閲覧。
7. ↑  総務省統計局 (2014年5月30日). “平成12年国勢調査の調査結果(e-Stat) - 男女別人口及び世帯数 －町丁・字等” (CSV). 2021年7月20日閲覧。
8. ↑  総務省統計局 (2014年6月27日). “平成17年国勢調査の調査結果(e-Stat) - 男女別人口及び世帯数 －町丁・字等” (CSV). 2021年7月21日閲覧。
9. ↑  総務省統計局 (2012年1月20日). “平成22年国勢調査の調査結果(e-Stat) - 男女別人口及び世帯数 －町丁・字等” (CSV). 2021年7月21日閲覧。
10. ↑  総務省統計局 (2017年1月27日). “平成27年国勢調査の調査結果(e-Stat) - 男女別人口及び世帯数 －町丁・字等” (CSV). 2021年7月21日閲覧。

### 書籍
1. 1 2 3 4 5 6  「角川日本地名大辞典」編纂委員会 1989, p. 552.